# Nycticorax mauritianus
La nitticora di Mauritius (Nycticorax mauritianus (E.Newton & Gadow, 1893)  è un uccello estinto appartenente alla famiglia Ardeidae, endemico dell'isola di Mauritius ed estinto probabilmente nel XVIII secolo.